# Ritvars Rugins
Ritvars Rugins (ur. 17 października 1989 w Tukums) – łotewski piłkarz grający na pozycji ofensywnego pomocnika lub napastnika.

## Kariera klubowa
Wychowanek klubu FK Tukums 2000. Pierwszy trener Artjoms Grucins. W 2007 przyłączył się do FK Ventspils. W 2008 roku zadebiutował w pierwszej lidze łotewskiej. 9 stycznia 2012 roku przeszedł do ukraińskiego Illicziwecia Mariupol.

## Kariera reprezentacyjna
Do 2010 występował w młodzieżowej reprezentacji Łotwy. W narodowej reprezentacji Łotwy zadebiutował 12 października 2010 roku w przegranym 1:0 towarzyskim spotkaniu z Chinami. Piłkarz wszedł na boisko w 88 minucie meczu. Ogółem w reprezentacji narodowej rozegrał 5 spotkań.

## Sukcesy i odznaczenia

### Sukcesy klubowe
- mistrz Łotwy: 2007, 2008, 2011
- zdobywca Pucharu Łotwy: 2011